# It's Me That You Need
It's Me That You Need è una canzone composta ed interpretata da Elton John. Il testo è di Bernie Taupin. Fu il suo secondo singolo, distribuito nel Regno Unito cinque mesi dopo Lady Samantha (1969), ma non raggiunse alcuna posizione in classifica. La sua B - side era Just Like Strange Rain. In Italia (1969) e negli Stati Uniti (1970) fu invece pubblicata come B - side di Lady Samantha.
Nel 1995 venne inclusa nell'edizione rimasterizzata dell'album Empty Sky, dalle session del quale proviene.

## Struttura del brano
It's Me That You Need mette in evidenza una sezione di archi, accompagnata dal pianoforte di Elton. Sono comunque presenti dei corni ed è possibile notare Caleb Quaye alla chitarra elettrica. Negli ultimi quindici secondi del brano, John suona totalmente solo. I critici l'hanno spesso definita come un singolo radiofonico.
Ne esistono anche numerose cover, tra le altre, Era Lei, eseguita da Maurizio Vandelli, leader degli Equipe 84, divenne una hit in Italia; la stessa versione venne incisa anche dai Dik Dik. In Giappone It's Me That You Need raggiunse il 13º posto nella classifica dei singoli Oricon (in effetti il Sol Levante è stato teatro dell'unica esibizione live di questo pezzo, eseguita solo piano nel 1971).

## Significato del testo
Il testo di Bernie Taupin ha come tema fondamentale l'amore: il brano parla dei sentimenti che il protagonista prova verso una donna (la quale potrebbe anche essere una sua vecchia amica). Comunque il testo di It's Me That You Need è ermetico ed enigmatico, a differenza di quello di altre canzoni d'amore uscite in quel periodo.

## Formazione
- Elton John - pianoforte elettrico, pianoforte, voce
- Caleb Quaye - chitarra
- Tony Murray - basso
- Roger Pope - batteria